# Avia BH-3
Avia BH-3 là một loại máy bay tiêm kích chế tạo ở Tiệp Khắc vào năm 1921.

## Quốc gia sử dụng
- Không quân Tiệp Khắc

## Tính năng kỹ chiến thuật
Đặc điểm tổng quát
- Kíp lái: one pilot
- Chiều dài: 7.00 m (23 ft 0 in)
- Sải cánh: 10.20 m (33 ft 5 in)
- Chiều cao: 3.10 m (10 ft 2 in)
- Diện tích cánh: 15.8 m2 (170 ft2)
- Trọng lượng rỗng: 778 kg (1.715 lb)
- Trọng lượng có tải: 1.025 kg (2.260 lb)
- Powerplant: 1 × BMW IIIa, 138 kW (185 hp)

Hiệu suất bay
- Vận tốc cực đại: 240 km/h (150 mph)
- Tầm bay: 500 km (300 dặm)
- Trần bay: 7.800 m (25.600 ft)
- Vận tốc lên cao: 7,9 m/s (1.560 ft/phút)

Vũ khí trang bị
- 2 × Súng máy Vickers.303